# Зарічненська районна рада
Зарі́чненська райо́нна ра́да — орган місцевого самоврядування Зарічненського району Рівненської області. Розміщується в селищі міського типу Зарічне, котре є адміністративним центром Зарічненського району.

## Склад ради

### VII скликання
Рада складається з 34 депутатів.
Чергові вибори до районної ради відбулись 25 жовтня 2015 року. Було обрано 34 депутати, з них (за суб'єктами висування): «Європейська Солідарність» — 9, Всеукраїнське об'єднання «Батьківщина» — 7, Громадсько-політичний рух Валентина Наливайченка «Справедливість» — 5, Партія конкретних справ — 4, Аграрна партія України — 3, «Воля», Всеукраїнське об'єднання «Свобода» та УКРОП — по 2.
Кожна з партій, кандидати від котрої стали депутатами районної ради, утворила фракцію.
При районній раді утворено п'ять постійних депутатських комісій:
- з питань бюджетно-фінансової та податкової політики;
- з економічних питань, залучення інвестицій, комунальної власності та регуляторної політики;
- з правових питань, гласності, депутатської діяльності, місцевого самоврядування, духовності та регламенту;
- з питань земельних відносин, екології, аграрної політики, природокористування та розвитку села;
- з гуманітарних питань, соціальної політики, ліквідації наслідків аварії на Чорнобильській АЕС, соціального захисту учасників АТО та членів їх сімей.

#### Голова
19 листопада 2015 року, на першій сесії районної ради, головою було обрано депутата від «Європейської Солідарности» Ігоря Харкевича, котрий помер в січні 2016 року.
14 грудня 2016 року головою ради обрали депутата від «Європейської Солідарности» Аркадія Місюру, заступником став представник Аграрної партії України Леонід Філончук.

## Колишні голови ради
- Харкевич Ігор Олександрович — 2015—2016 роки.